# Furi Cràssipes (gendre de Ciceró)
Furi Cràssipes (llatí: Furius Crassipes) va ser un cavaller romà del segle i aC. Formava part de la gens Fúria, i era de la família patrícia dels Cràssipes.
Es va casar amb Tul·liola, la filla de Marc Tul·li Ciceró, després de quedar vídua del seu primer marit Gai Calpurni Pisó Frugi. El contracte de matrimoni (sponsalia) es va formalitzar el 6 d'abril de l'any 56 aC. La unió no va durar molt de temps i es van divorciar en data indeterminada, però segurament abans del 50 aC, ja que en aquest any Túl·lia ja estava casada amb Dolabel·la. Ciceró va continuar essent amic de Cràssipes i per ell se sap que havia estat qüestor a Bitínia l'any 51 aC.